# 윈누크
윈누크(WinNuke)는 컴퓨터 보안에서 마이크로소프트 윈도우 95, 마이크로소프트 윈도우 NT, 마이크로소프트 윈도우 3.1x 컴퓨터 운영 체제에 영향을 미친 누크 원격 서비스 거부 공격(DoS)의 한 예이다. 이 취약점 공격은 OOB 데이터(out-of-band data) 문자열을 TCP 포트 139(넷바이오스)에 송신하였으며, 죽음의 블루스크린을 표시해버린다. (이와 비슷한 양상을 통해 청색 폭탄이라고도 부르게 됨) 컴퓨터의 하드 디스크의 데이터를 손상시키거나 변경시키지는 않으나 저장되지 않은 데이터는 소실된다.

## 개요
"_eci"라는 이름의 사용자가 1997년 5월 9일 취약점 공격을 위해 C 소스 코드를 게시하였다. 소스 코드가 널리 사용되고 배포되자 마이크로소프트는 수주 후 공개된 보안 패치를 제작하게 되었다. fedup, gimp, killme, killwin, knewkem, liquidnuke, mnuke, netnuke, muerte, nuke, nukeattack, nuker102, pnewq, project1, pstlince, simportnuke, sprite, sprite32, vconnect, vzmnuker, wingenocide, winnukeit, winnuker02, winnukev95, wnuke3269, wnuke4, wnuke95 등의 이름으로 여러 버전이 등장하였다.
세미소프트 솔루션스(SemiSoft Solutions)라는 이름의 뉴질랜드 기업은 윈누크를 차단하는 안티누크(AntiNuke)라는 이름의 조그마한 프로그램을 개발하였으며, 이는 공식 패치의 설치가 요구되지 않는다.

## 같이 보기
- 죽음의 핑